# 박문규 (1961년)
박문규(朴文圭, 1961년 ~ )은 대한민국의 공무원이다.

## 학력
- 부평고등학교 졸업
- 고려대학교 교육학과 학사 졸업
- 서울대학교 행정대학원 행정학 석사 졸업

## 경력
- 1988 제32회 행정고시 합격
- 1989.04 행정고시 임용
- 2003 서울특별시 서기관
- 서울특별시의회 의정담당관
- 서울특별시 교통국 주차계획과장
- 2007.01 ~ 2007.12 서울특별시 행정국 총무과장
- 2008.01 ~ 2010.07 서울특별시 행정국 인력운영과, 인사과
- 2013.01 ~ 2014.07 서울특별시 금천구 부구청장
- 2014 ~ 2015 서울특별시 경제진흥실 일자리기획단 일자리기획단장
- 2015 ~ 2015 서울특별시 경제진흥본부 일자리기획단 일자리기획단장
- 2015 ~ 2015.12 서울특별시 기획조정실 재정기획관 재정기획관
- 2016.01 ~ 2018.07 서울특별시 노원구 부구청장
- 2018.02 ~ 2018.06 서울특별시 노원구청장 권한대행
- 2018.07 ~ 2018.09 서울특별시의회 사무처장 권한대행
- 2018.09 ~ 2019.06 서울특별시의회 사무처장
- 서울시립대학교 정경대학 행정학과 초빙교수